# Carl Christian Rudolph Lantzius-Beninga
Carl Christian Rudolph Lantzius-Beninga (* 29. August 1802 in Stikelkamp; † 19. August 1893 in Varel) war ein deutscher Jurist und Politiker.

## Leben
Als Sohn eines Oberförsters geboren, ging Lantzius-Beninga auf ein Gymnasium in Bremen. Im Anschluss studierte er Rechtswissenschaften in Göttingen. Während seines Studiums wurde er 1821 Mitglied des Corps Frisia Göttingen. Wegen eines Duells wurde er 1824 zu acht Tagen Karzer verurteilt. Wegen zwei weiteren Duellen erhielt er 1825 für ein Jahr das Consilium abeundi.
1825 wurde er Auditor in Stickhausen und 1828 in Aurich. 1831 wurde er suppletorischer Amtsassessor. 1833 war er in Friedeburg eingesetzt. 1841 wurde er Amtsassessor in Stickhausen. Es folgten Stationen 1844 in Jemgum und 1849 in Wittmund, bevor er 1852 Amtsrichter wurde. Nach seinem Ruhestand 1867 zog er nach Varel.
Politisch aktiv war er 1849 als Mitglied der Zweiten Kammer der Hannoverschen Ständeversammlung.